# Xylochironomus kakadu
Xylochironomus kakadu är en tvåvingeart som beskrevs av Peter Scott Cranston 2006. Xylochironomus kakadu ingår i släktet Xylochironomus och familjen fjädermyggor. Inga underarter finns listade i Catalogue of Life.